# Morton Downey Jr.
Morton Downey Jr. (Los Angeles, 9 dicembre 1932 – Los Angeles, 12 marzo 2001) è stato un attore e showman statunitense.

## Biografia
Sean Morton Downey è il figlio di Barbara Bennett, sorella della più nota attrice Joan Bennett e di Morton Downey, popolare cantante. Downey raggiunge tardi la notorietà, è infatti il 1987 quando alcune piccole TV locali trasmettono il Morton Downey Jr. Show che nel giro di un paio d'anni raggiunge la scala nazionale e un buon successo di pubblico. Alterna il proprio spettacolo ad apparizioni in altre trasmissioni televisive quali il Saturday Night Live, Howard Stern ed altri. Tenta la fortuna nel cinema, ma con scarso successo apparendo in pellicole di second'ordine quali Predator 2, La rivincita dei nerds III, L'auto più pazza del mondo e simili.
Personaggio controverso, sempre col sigaro in bocca, aveva addirittura inscenato un'aggressione da parte di alcuni naziskin e solo dopo che la polizia aveva iniziato le indagini disse che si trattava di una burla, scherzo che fu preso molto male con un conseguente calo della sua popolarità. Nel 1996 viene colpito da cancro ai polmoni e gli asportano il polmone sinistro. Morirà nel 2001.

## Filmografia
- Born Again, regia di Irving Rapper (1978)
- Teething with Anger - film TV (1989)
- Scuola di football (1st & Ten) - serie TV, episodio 6x01 (1989)
- True Blue - serie TV, episodio 1x04 (1989)
- I racconti della cripta (Tales from the Crypt) - serie TV, episodio 2x16 (1990)
- Thanksgiving Day - film TV (1990)
- Predator 2, regia di Stephen Hopkins (1990)
- Monsters - serie TV, episodio 3x19 (1991)
- L'auto più pazza del mondo (Driving Me Crazy), regia di Jon Turteltaub (1991)
- Legal Tender, regia di Jag Mundhra (1991)
- La rivincita dei nerds III (Revenge of the Nerds III: The Next Generation) -regia di Roland Mesa (1992)
- Passione fatale 2 (Body Chemistry II: The Voice of a Stranger), regia di Adam Simon (1992)
- The Silencer, regia di Amy Goldstein (1992)
- Counterstrike - serie TV, episodio 3x19 (1993)
- Hollywood: The Movie, regia di Joseph Allen (1996)
- Un detective in corsia (Diagnosis Murder) - serie TV, episodio 3x17 (1996)
- Piacere, Wally Sparks (Meet Wally Sparks), regia di Peter Baldwin (1997)
- Palmer's Pick-Up, regia di Christopher Coppola (1999)